# Sheldon Lettich
Sheldon Lettich (New York, 14 gennaio 1951) è uno sceneggiatore, regista e drammaturgo statunitense.

## Biografia
Nato a New York City, si trasferì in California in giovane età, crescendo nei pressi Los Angeles. Dopo aver raggiunto il diploma di scuola superiore, prestò servizio per quattro anni nell'United States Marine Corps, svolgendo servizio come operatore radio nel Vietnam meridionale. Lavorò al college come fotografo professionista e partecipò al AFI Conservatory's Center for Advanced Film Studies.
Nel 1988 curò la sceneggiatura di Senza esclusione di colpi, film di arti marziali che lanciò la carriera di Jean-Claude Van Damme. Quello stesso anno venne inoltre chiamato da Sylvester Stallone per lavorare a Rambo III.
Negli anni novanta ha proseguito la sua collaborazione con Jean-Claude Van Damme, stavolta come regista, in Lionheart - Scommessa vincente e Double Impact - Vendetta finale.

## Filmografia
- Firefight (cortometraggio) (regista, sceneggiatore)
- Thou Shalt Not Kill... Except (sceneggiatore)
- Senza esclusione di colpi (sceneggiatore)
- Rambo III (sceneggiatore)
- Lionheart - Scommessa vincente (regista, sceneggiatore, attore)
- Double Impact - Vendetta finale (regista, sceneggiatore)
- Only the Strong (regista, sceneggiatore)
- Perfect Target (regista)
- The Legionary - Fuga all'inferno (Legionnaire) (sceneggiatore, produttore)
- The Last Patrol (regista)
- The Order (regista)
- The Hard Corps (regista, sceneggiatore)
- Max, regia di Boaz Yakin (2015) (sceneggiatore)